# Takeda Katsuyori
Pour les autres membres du clan Takeda, voir Takeda.
Takeda Katsuyori est un nom japonais traditionnel ; le nom de famille (ou le nom d'école), Takeda, précède donc le prénom (ou le nom d'artiste) Katsuyori.
Takeda Katsuyori (武田勝頼, 1546-3 avril 1582) était un samouraï japonais de l'époque Sengoku, célèbre comme chef du clan Takeda et successeur de son père, le seigneur de guerre et daimyo Shingen Takeda. Il était le fils de Shingen et de la fille de Suwa Yorishige. Il eut notamment comme enfant Takeda Nobukatsu et Takeda Katsuchika.
Katsuyori, connu tout d'abord sous le nom de « Suwa Shirō Katsuyori » (諏訪四郎勝頼), succéda à sa mère à la tête du clan Suwa et fit du château Takatō le siège de son domaine. Après la mort de son frère ainé Takeda Yoshinobu, Nobukatsu, fils de Katsuyori, devint l'héritier du clan Takeda, faisant de facto Katsuyori chef du clan Takeda. Il prit en charge la famille après la mort de Shingen et combattit Ieyasu Tokugawa à la bataille de Takatenjin en 1574 et à la bataille de Nagashino en 1575. Il captura Takatenjin, ce que même son père ne put faire, et obtint ainsi le soutien du clan Takeda.
Katsuyori s'attira le courroux du clan Hōjō en aidant Uesugi Kagekatsu contre Kagetora Uesugi qui était le septième fils de Hōjō Ujiyasu, adopté par Uesugi Kenshin dont il était l'héritier.
Katsuyori perdit le Takatenjin en 1581 et incidemment le soutien des clans Kiso et Anayama. Ses forces furent détruites par les armées combinées de Oda Nobunaga et de Tokugawa Ieyasu à la bataille de Tenmokuzan en 1582, défaite après laquelle Katsuyori et son fils se suicidèrent par seppuku.